# Story Voice
『Story Voice～100年繁盛を目指して奮闘するちょっといい話～』はラジオ関西で2022年10月2日から毎週日曜18:45 - 19:00に放送されている情報番組。

## 概要
2022年10月2日放送開始。
同番組は多彩な才能を持つパーソナリティーが日常の一コマを独自の感性で切り取る。
リスナーの心の栄養剤になる活力アップ番組。
パーソナリティは株式会社スペック社長の上村英樹と上村とつながりのある複数の企業家が務め、それぞれが最近の出来事などを語る内容となっており、週によってはゲストを招いたり、ウクレレなどの演奏をしたりしている。
2023年10月1日の放送で番組開始から1年を迎えた。

## 放送時間
毎週日曜18:45 - 19:00

## 出演者
- パーソナリティ
  - 上村英樹（株式会社スペック社長、番組内での愛称は「ウクレレの英樹」）
  - 堀川秋夫（未来屋本舗代表取締役社長、番組内での愛称は「三味線の秋夫」）
  - 向井玄人（相生株式会社代表取締役社長、番組内での愛称は「玄（ハル）さん」）
  - 遠山雅昭（フォーサムアクティブ代表取締役、番組内での愛称は「遠山の金さん」）
  - 平見聖咲子

| スタブアイコン | サブスタブ | この項目は、まだ閲覧者の調べものの参照としては役立たない、ラジオ番組に関連した書きかけの項目です。この項目を加筆・訂正などしてくださる協力者を求めています（P:ラジオ/PJ:放送番組）。 |